# La Boissière-de-Montaigu
La Boissière-de-Montaigu är en kommun i departementet Vendée i regionen Pays de la Loire i västra Frankrike. Kommunen ligger i kantonen Montaigu som tillhör arrondissementet La Roche-sur-Yon. År 2022 hade La Boissière-de-Montaigu 2 295 invånare.

## Befolkningsutveckling
Antalet invånare i kommunen La Boissière-de-Montaigu
| Referens: INSEE |